# 西貞三郎
西 貞三郎（にし ていさぶろう、1927年 -2012年6月30日）は、日本の銀行家で住友銀行副頭取。

## 来歴・人物
1946年和歌山県立和歌山商業学校卒業後に住友銀行に入行し、1953年関西大学経済学部卒業。
商業高校出身のノンキャリア組としては異例の出世を果たし、新宿支店長などを経て、住友銀行副頭取を歴任した。しかし、イトマン事件により1990年に副頭取を退任した。